# Grey Daze
Grey Daze — американський рок-гурт, який був заснований у 1993 році у місті Фінікс, штат Аризона вокалістом Честером Беннінгтоном та барабанщиком Шоном Доуделлом. Також до гурту входили гітарист Джейсон Барнес та бас-гітарист Джонатан Краузе. До того, як гурт отримав назву «Grey Daze», він називався «Sean Dowdell and His Friends?» та він випустив касету з трьома піснями. Пізніше, Джейсон Барнес залишає гурт та Боббі Беніш займає його місце.
За 6 років існування гурт випустив два альбоми: у 1994 — Wake Me та у 1997 — ...No Sun Today. В 1998 гурт розпався через розбіжність у музикальних напрямах та конфліктів між членами гурту. Честер був розчарований тим, що після розпаду гурту інші його члени намагалися продати права на пісні, які були написані ним та Шоном. В 1999 році Честер приєднується до гурту Xero, який пізніше став називатися Linkin Park. Шон продовжив свою кар'єру, як художник по татуюванням, та у 1999 році створив гурт Waterface, який пізніше розпався. Боббі продовжив кар'єру гітариста.